# GKL Gemeinsame Klassenlotterie der Länder

Logo der GKL

Die GKL Gemeinsame Klassenlotterie der Länder ist der staatliche Anbieter von Klassenlotterien und Glücksspielen in Deutschland. Sie wurde durch Staatsvertrag vom 15. Dezember 2011 mit Wirkung vom 1. Juli 2012 gegründet und wird von den 16 deutschen Ländern getragen. Die GKL ist eine Anstalt des öffentlichen Rechts. Sie hat ihren Sitz in Hamburg und in München.

## Geschichte
Vorgänger der GKL waren die Nordwestdeutsche Klassenlotterie (NKL) und die Süddeutsche Klassenlotterie (SKL), deren Rechte, Pflichten und Verbindlichkeiten die GKL im Wege der Gesamtrechtsnachfolge übernahm. Mit Entstehung der GKL wurden NKL und SKL ohne Abwicklung aufgelöst. Die Namen NKL- und SKL-Lotterie bleiben als Marke erhalten und die Spielangebote werden unverändert fortgeführt.

## Organisation
Organe der GKL sind die Versammlung der Trägerländer (Gewährträgerversammlung) und der Vorstand. Die Gewährträgerversammlung, in der das Stimmrecht der Länder nach dem Königsteiner Schlüssel verteilt ist, überwacht die Geschäftsführung und bestimmt die Grundzüge der Geschäftspolitik. Der Vorstand führt die Geschäfte der Anstalt und ist dabei an die Beschlüsse der Gewährträgerversammlung gebunden.

## Status der Anstalt
Die GKL hat das Recht der Selbstverwaltung. Die Regelung des § 7 des GKL-Staatsvertrags, wonach die GKL der Rechtsaufsicht Hamburgs unterstehe, die in Abstimmung mit den anderen Ländern von der Finanzbehörde der Freien und Hansestadt Hamburg ausgeübt werde, wurde durch den Glücksspielstaatsvertrag von 2021 nicht förmlich aufgehoben, ist aber gemäß § 31 Glücksspielstaatsvertrag in der Sache außer Kraft getreten. Die Rechtsaufsicht über die GKL wird nun von der Gemeinsamen Glücksspielbehörde der Länder in Halle an der Saale geführt.

## Verteilung der Erträge
Der Gewinn aus der Veranstaltung der Glücksspiele und die Lotteriesteuer werden unter den Vertragsländern nach dem Verhältnis der Umsätze, die durch den Losabsatz an Spielteilnehmer mit Wohnsitz in dem jeweiligen Vertragsland erzielt wurden, zu den aus dem Losabsatz erzielten Umsätzen im gesamten Lotteriegebiet verteilt.
Eine Zweckbindung der Erträge – etwa für gemeinnützige Zwecke – ist im GKL-Staatsvertrag nicht vorgesehen.